# 古尔旺
古尔旺（法語：Goulven，法語發音：[ɡulvɛ̃]）是法国菲尼斯泰尔省的一个市镇，属于布雷斯特区。

## 地理
古尔旺（48°37'42"N, 4°18'4"W）面积6.38 平方千米，位于法国布列塔尼大區菲尼斯泰尔省，该省份为法国最西部的省份，位于布列塔尼半岛西部，北西南三面环大西洋，东临阿摩尔滨海省和莫尔比昂省。
与古尔旺接壤的市镇（或旧市镇、城区）包括：普卢伊代尔、特雷夫莱兹、普卢内乌尔-布里尼奥冈普拉日。

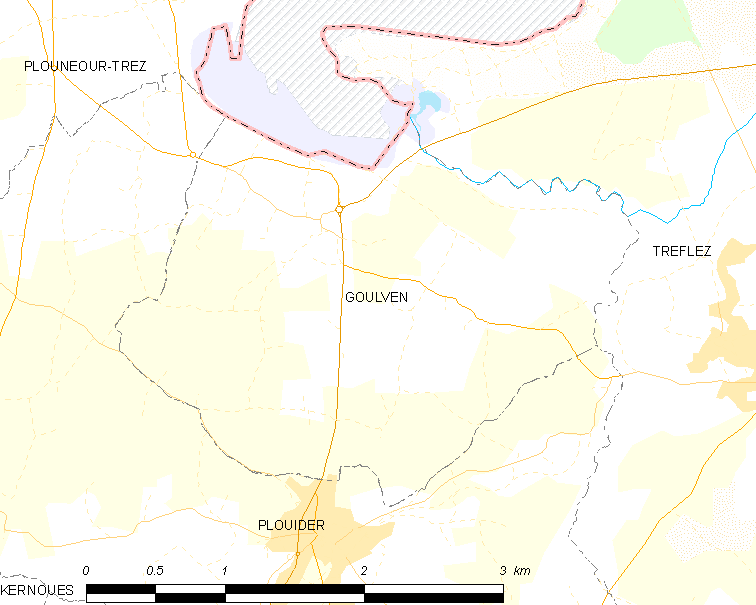
古尔旺的OSM定位图

古尔旺的时区为UTC+01:00、UTC+02:00（夏令时）。

## 行政
古尔旺的邮政编码为29890，INSEE市镇编码为29064。

## 政治
古尔旺所属的省级选区为莱斯讷旺县。

## 人口

1962-2008年间古尔旺人口变化图示

古尔旺于2022年1月1日时的人口数量为439人。